# Oleacina guadeloupensis
Oleacina guadeloupensis је пуж из реда Stylommatophora и фамилије Oleacinidae. 

## Угроженост
Ова врста је изумрла, што значи да нису познати живи примерци.

## Распрострањење
Пре изумирања, само Гваделуп.

## Станиште
Врста Oleacina guadeloupensis је имала станиште на копну.